# Esteban Siller Garza
Esteban Siller Garza (Monterrey, Nuevo León, 17 de abril de 1931-Ciudad de México, 23 de octubre de 2013) fue un actor de doblaje y teatro mexicano. 
Interpretó la voz del personaje Gárgamel en la serie de los años ochenta Los Pitufos y al padre de Bella en la famosa película animada La Bella y la Bestia, a Sam Bigotes de los Looney Tunes y por haberle dado voz al actor Robert Duvall, entre muchos otros personajes de una carrera de más de 50 años. Fue abuelo del también actor de doblaje Carlos Siller.

## Biografía

### Carrera
A los 23 años comenzó a trabajar en el doblaje y a partir de ahí se desarrolló en otras actividades, como las radionovelas, el cine y el teatro. Llegando a ser considerado como uno de los pioneros en el doblaje mexicano.
Fue una de las voces más recurrentes de actores como Robert Duvall, Danny DeVito y Philip Baker Hall, entre otros actores.
El 23 de octubre de 2013 falleció debido a un paro cardiorrespiratorio. Fue en la Ciudad de México en donde se ofreció en una misa en su honor a la que acudieron más de 600 personas.
Actualmente sus restos descansan en el Panteón Civil de Dolores en la Ciudad de México.
También tuvo que ceder sus últimos personajes a los actores Alejandro Villeli, Roberto Carrillo, entre otros.

## Filmografía

### Películas deimagen real
Robert Duvall
- Jack Reacher (2012) - Cash
- Dioses y generales (2003) - Gral. Robert E. Lee
- Dos viejos cascarrabias (2003) - Hub
- Pacto de justicia (2003) - Boss Spearman
- El engaño (1998) - Dixon Doss
- Una acción civil (1998) - Jerome Facher
- El apóstol (1997) - Euliss "Sonny" Dewey
- Un asunto familiar (1996) - Earl Pilcher Jr.
- Fenómeno (1996) - Doc Brunder
- Días de trueno (1990) - Harry Hogge
- Yo soy la ley (1971) - Vernon Adams

Philip Baker Hall
- Así somos (2012) - Ike Rafferty
- Rush Hour 3 (2007) - William Diel
- Un papá con pocas pulgas (2006) - Lance Strictland
- Terror en Amityville (2005) - Father Callaway
- Todopoderoso (2003) - Jack Baylor
- El informante (1999) - Don Hewitt
- La Roca (1996) - Jefe de justicia

Danny DeVito
- El Mundo de Andy (1999) - George Shapiro
- Marcianos al ataque (1996) - Apostador rudo
- Junior (1994) - Dr. Larry Arbogast
- La guerra de los Rose (1989) - Gavin D'Amato

Karl Malden 
- Me quieren volver loca (1987) - Arthur Kirk
- La conquista del oeste (1962) - Zebulon Prescott
- Nido de ratas (1954) - Padre Barry
- Forja de valientes (1953) - Sgto. Laverne Holt

Eli Wallach
- El escritor fantasma (2010) - Anciano
- El abismo (1977) - Adam Coffin
- Los siete magníficos (1960) - Calvera (doblaje original)

Peter Boyle
- Santa Cláusula 3: Complot en el polo norte (2006) - Padre Tiempo
- Santa Cláusula 2 (2002) - Padre Tiempo
- Infierno rojo (1988) - Comandante Lou Donnelly

Nigel Hawthorne
- En busca de Santa Claus (2001) - Nick
- Madeline (1998) - Lord Covington
- El jorobado de Nuestra Señora de París (1982) - Magistrado

Joe Viterelli
- Analízame (1999) - Jelly
- Mickey ojos azules (1999) - Vinnie D'Agostino
- El Protector (1996) - Tony Dos-Dedos

John Neville
- El quinto elemento (1997) - General Staedert
- Loca escuela del desorden (1996) - Thaddeus Clark
- Las aventuras del barón Munchausen (1988) - Barón von Munchausen

Lloyd Nolan
- Aeropuerto (1970) - Harry Standish
- Estación polar zebra (1968) - Almirante Garvey
- La última cacería (1956) - Woodfoot

Abe Vigoda
- Me and the Kid (1993) - Pawn Broker
- Mira quién habla (1989) - Abuelo

Ben Kingsley
- El príncipe de Persia: Las arenas del tiempo (2010) - Nizam (tráileres)
- Eterna juventud (2002) - Hombre misterioso

Dermot Keaney
- Piratas del Caribe: en el fin del mundo (2007) - Maccus
- Piratas del Caribe: El cofre de la muerte (2006) - Maccus

John Paxton
- El Hombre Araña 3 (2007) - Bernard
- El Hombre Araña 2 (2004) - Bernard

Mickey Rooney
- Una noche en el museo (2006) - Gus
- El fantasma del megacinema (2000) - Películas Mason

Ian Holm
- El día después de mañana (2004) - Prof. Terry Rapson
- El lado oscuro de la justicia (1997) - Det. Liam Casey

Bill Cobbs
- Todavía sé lo que hicieron el verano pasado (1998) - Estes
- Buddy superestrella (1997) - Arthur Chaney

Gene Hackman
- Poder absoluto (1997) - Presidente Allen Richmond
- Superman IV (1987) - Lex Luthor

Jack Warden
- Ed (1996) - Chubb
- Mientras dormías (1995) - Saul

Paul Scofield
- Las brujas de Salem (1996) - Juez Thomas Danforth
- Quiz Show: El dilema (1994) - Mark Van Doren

Donald Pleasence
- Halloween: la maldición de Michael Myers (1995) - Dr. Sam Loomis
- Halloween 5: la venganza de Michael Myers (1989) - Dr. Sam Loomis

Ossie Davis
- El cliente (1994) - Juez Harry Roosevelt
- Fiebre de jungla (1991) - Reverendo Doctor Purify

Norman Lloyd
- La edad de la inocencia (1993) - Sr. Letterblair
- La sociedad de los poetas muertos (1989) - Director Gale Nolan (redoblaje)

Sean Connery
- Robin Hood: príncipe de los ladrones (1991) - Rey Ricardo
- Highlander II (1991) - Juan Villa-Lobos Ramírez

Barnard Hughes
- Doctor Hollywood (1991) - Dr. Aurelius Hogue
- Tron (1982) - Dr. Walter Gibbs / Dumont

Kenneth McMillan
- Los tres fugitivos (1989) - Horvath
- Dunas (1984) - Barón Vladmir Harkonnen

George Burns
- 18 otra vez (1989) - Jack Watson (redoblaje)
- ¡Oh, Dios! (1977) - Dios

Ernest Borgnine
- Escape de Nueva York (1981) - Cabbie
- El abismo negro (1979) - Harry Booth

Bernard Lee
- Regreso del agente 007 (1963) - M (doblaje original)
- El satánico Dr. No (1962) - M

Gustav Knuth
- Sissi emperatriz (1956) - Duque Max de Baviera
- Sissi (1955) - Duque Max de Baviera

Edmund Gwenn
- El mundo en peligro (1954) - Dr. Harold Medford
- Las llaves del reino (1944) - Reverendo Hamish MacNabb

Jason Robards
- En lo profundo del corazón (1997) - Larry Cook
- Las aventuras de Huckleberry Finn (1993) - Rey de la Mentira

Otros
- Argo (2012) - Jimmy Carter
- Lincoln (2012) - Josiah S. Burton (Raynor Scheine)
- Los miserables (2012) - Gillenormand (Patrick Godfrey)
- Beethoven: Una aventura navideña (2011) - Narración (John Cleese)
- Nacidos para matar (2011) - Coronel Fitz (Bille Brown) (segunda versión)
- Súper 8 (2011) - Voces adicionales
- Transformers: el lado oscuro de la luna (2011) - Voces adicionales
- G.I. Joe: El origen de Cobra (2009) - Hard Master (Gerald Okamura)
- Un sueño posible (2009) - Entrenador Lou Holtz
- Watchmen: Los vigilantes (2009) - Detective Gallagher (Don Thompson) / Investigador en la Antártida
- Los secretos del poder (2009) - Pete (Josh Mostel)
- La montaña embrujada (2009) - Voces adicionales
- Old Dogs (2009) - Voces adicionales
- Batman: El caballero de la noche (2008) - Det. Edward Wuertz (Ron Dean)
- Einstein y Eddington (2008) - Max Planck (Donald Sumpter)
- Un guardaespaldas escolar (2008) - Voces adicionales
- Camino salvaje (2007) - Ron Franz (Hal Holbrook)
- Le scaphandre et le papillon (2007) - Padre Lucien / El vendedor (Jean-Pierre Cassel)
- Mi mascota es un monstruo (2007) - Jimmy McGarry (Ian Harcourt)
- Los seis signos de la luz (2007) - Voces adicionales
- Stardust: El misterio de la estrella (2007) - Adivino (George Innes)
- A la altura de los Steins (2006) - Irwin Fiedler (Garry Marshall)
- Como gustéis (2006) - Adam (Richard Briers)
- La marca de la bestia (2005) - Voces adicionales
- Agua turbia (2005) - Veecken (Pete Postlethwaite)
- Carlito's Way: Ascenso al poder (2005) - Artie Bottolota Sr. (Burt Young)
- La vuelta al mundo en 80 días (2004) - Jean Michel (Robert Fyfe)
- Eloise en Navidad (2003) - Voces adicionales
- El misterio de los excavadores (2003) - Abuelo Stanley Yelnats II (Nathan Davis)
- Herencia de familia (2003) - Mitchell Gromberg (Kirk Douglas)
- Robando la navidad (2003) - Juez (John Carroll)
- Astérix y Obélix: Misión Cleopatra (2002) - Panoramix (Claude Rich)
- El equipo del grito (2002) - Frank Carlyle (Gary Reineke)
- El ladrón de orquídeas (2002) - Charles Darwin (Bob Yerkes)
- Esta es una película muy navideña de los Muppets (2002) - Joe Snow (Mel Brooks)
- Pinocho (2002) - Medoro (Mino Bellei)
- Inteligencia artificial (2001) - Dr. Know (Robin Williams)
- Kate & Leopold (2001) - Otis (Philip Bosco)
- Mis sombras y yo: La vida de Judy Garland (2001) - Louis B. Mayer (Al Waxman)
- Una lección de perdón (2001) - Juez Gipson (François Klanfer)
- Los ríos de color púrpura (2000) - Encargado del cementerio
- ¿Dónde quedó el amor? (2000) - Oficial Harry (Rodger Boyce)
- Los Picapiedra en Viva Rock Vegas (2000) - Coronel Rocaplata (Harvey Korman)
- El hijo del diablo (2000) - Adrian (disfrazado de Cardenal) (Lewis Arquette)
- Snatch (2000) - Doug Denovitz "La Cabeza" (Mike Reid)
- 13 guerreros (1999) - Hrothgar (Sven Wollter)
- El ocaso de un amor (1999) - Alfred
- El tren atómico (1999) - Conductor de autobús (David Fredericks)
- Fuerzas de la naturaleza (1999) - Sr. Cahill (Ronny Cox)
- La momia (1999) - Cap. Winston Havlock (Bernard Fox)
- Mensaje de amor (1999) - Chet (Richard Hamilton)
- Adiós mi amor (1998) - Luther (Alex Rocco)
- El aguador (1998) - Voces adicionales
- Juego de gemelas (1998) - Charles James (Ronnie Stevens)
- Bailando sobre el mar (1997) - Sebastian (Allan Rich)
- Bean: El nombre del desastre (1997) - Presidente (John Mills)
- El Pico de Dante (1997) - Warren Cluster (Hansford Rowe)
- La prisión de los secretos (1997) - Voces adicionales
- El niño carnicero (1997) - Hombre en pozo (Birdy Sweeney)
- Éxtasis (1997) - Dr. Baltazar (Terence Stamp)
- La vida es bella (1997) - Tío Eliseo Orefice (Giustino Durano)
- Mejor... imposible (1997) - Detective Ray (John F. O'Donohue)
- Un ratoncito duro de cazar (1997) - Subastador (Ian Abercrombie)
- ¡Vamos por el pez gordo! (1997) - Billy "Cath" Pooler (Willie Nelson)
- Un elefante llamado Vera (1996) - Vernon (Pat Hingle)
- 101 dálmatas (1996) - Gaspar (Hugh Laurie)
- Algo muy personal (1996) - Buford Sells (Noble Willingham)
- Código: Flecha Rota (1996) - Coronel Wilkins (Delroy Lindo)
- Duro de espiar (1996) - General Rancor (Andy Griffith)
- Fargo (1996) - Wade Gustafson (Harve Presnell) (doblaje original)
- Moll Flanders (1996) - Voces adicionales
- Romeo y Julieta (1996) - Boticario (Vendedor del veneno) (M. Emmet Walsh)
- Carta a mi asesino (1996) - Russell Vanik (Rip Torn)
- 3 ninjas contraatacan (1995) - Abuelo Shintaro Mori (Victor Wong)
- El regreso de Annie (1995) - Derwood (Timothy Bateson)
- 007: GoldenEye (1995) - Q (Desmond Llewelyn)
- Beso francés (1995) - Voces adicionales
- La letra escarlata (1995) - Horace Stonehall (Robert Prosky)
- Sensatez y sentimientos (1995) - Sir John Midletone (Robert Hardy)
- Seven: Pecados capitales (1995) - Capitán de la policía (R. Lee Ermey) (Doblaje original)
- Pesos completos (1995) - Tony Perkis Sr. (Ben Stiller)
- Tall Tale (1995) - Grub (John P. Ryan)
- Un viernes de miedo (1995) - Hombre de Hacienda (Joe Costanza)
- El árbitro (1994) - Teniente Huff (Raymond J. Barry)
- El perro lanudo (1994) - Detective Al (Jon Polito)
- Jacob (1994) - Isaac (Joss Ackland)
- Ten cuidado con mamá (1994) - Juez (Stan Brandorff)
- Terreno salvaje (1994) - Hugh Palmer (Richard Hamilton)
- Trueno en el paraíso (1994) - Edward Whitaker ([Patrick Macnee])
- La nueva pesadilla de Wes Craven (1994) - John Saxon / Donald Thompson
- The Air Up There (1994) - Ray Fox (Sean McCann)
- Abraham (1993) - Mekhizedek (Paolo Bonacelli)
- Daniel el travieso (1993) - Switchblade Sam (Christopher Lloyd) (redoblaje)
- El cielo y la tierra (1993) - Padre de Li (Haing S. Ngor)
- Jason condenado al infierno: El último viernes (1993) - Josh (Andrew Bloch)
- El regreso de mi novio (1993) - Big Chuck (Paul Dooley)
- La tienda (1993) - Padre Meehan (William Sheppard) (redoblaje)
- Alerta máxima (1992) - Voces adicionales (redoblaje)
- El guardaespaldas (1992) - Agente Court (Gerry Bamman)
- Las Catarinas (1992) - Chester Lee (Rodney Dangerfield)
- El hombre de la luna (1991) - Dr. White (Dennis Letts)
- Mi primer beso (1991) - Vernon (John DeRussy) / Actor en TV (redoblaje DVD)
- JFK (1991) - Jack Ruby (Brian Doyle-Murray) / Jack Martin (Jack Lemmon)
- La máscara de la muerte roja (1991) - Ludwig (Herbert Lom)
- ¿Y dónde está el policía? 2 1/2 (1991) - Ted Olsen (Ed Williams)
- Bullseye! (1990) - Sr. Hobbs (John Woodnutt)
- Psicosis IV: El comienzo (1990) - Dr. Leo Richmond (Warren Frost)
- Un tiro por la culata (1990) - Capitán (Dick O'Neill)
- León: Peleador sin ley (1990) - Doctor / Inspector de Interpol / Voces adicionales (2ª versión)
- Ghost: La sombra del amor (1990) - Médico en quirófano
- El encuentro con los Applegates (1990) - Locutor en anuncio de TV
- Un diablillo en el paraíso (1990) - Abogado defensor (Larry Block)
- La masacre de Texas III (1990) - Voces adicionales
- Días de gloria (1989) - Francis Shaw (Peter Michael Goetz) (doblaje original)
- Cementerio de mascotas (1989) - Jud Crandall (Fred Gwynne)
- Esclavos de Nueva York (1989) - Voces adicionales
- Furia ciega (1989) - MacCready (Noble Willingham)
- Las alucinantes aventuras de Bill y Ted (1989) - Sócrates (Tony Speedman) (doblaje mexicano)
- Los fabulosos hermanos Baker (1989) - Charlie (Dakin Matthews)
- Los tres fugitivos (1989) - Horvath (Kenneth McMillan)
- Ernest salva la Navidad (1988) - Santa Claus (Douglas Seale)
- Chucky: El muñeco diabólico (1988) - Charles Lee Ray / Chucky (Brad Dourif) (doblaje original)
- La última carcajada (1988) - Romeo (Mark Rydell)
- Gorilas en la niebla (1988) - Louis Leakley (Iain Cuthbertson)
- Pesadilla en la calle del infierno 4: El amo de los sueños (1988) - Profesor (Joie Magidow)
- Arturo 2: El millonario arruinado (1988) - Ralph Marolla (Barney Martin)
- La serpiente y el arco iris (1988) - Earl Schoonbacher (Michael Gough)
- Identidad perdida (1988) - General François Villiers (Anthony Quayle)
- Resurrección (1988) - Voces adicionales
- 18 otra vez (1988) - Jack Watson (George Burns) (redoblaje)
- Contacto sangriento (1988) - Helmer (Norman Burton)
- RoboCop (1987) - Sargento Warren Reed (Robert DoQoi)
- La Bella y la Bestia (1987) - Padre de Bella (Yossi Graber)
- Hansel y Gretel (1987) - Panadero (Warren Feigin)
- Asesinato (1987) - Fitzroy (Stephen Elliott)
- El regreso a la preparatoria del horror (1987) - Jefe Deyner (Pepper Martin)
- El vencedor (1987) - Coronel Davis (John Braden) / Chofer (Gregory Braendel)
- Ernest va al campo (1987) - Sr. Tipton (Larry Black)
- El valor de una promesa (1987) - Dr. George Northfield (Donnelly Rhodes)
- Locademia de policía 4 (1987) - Comisionado Hurst (George R. Robertson)
- Sin escape alguno (1987) - Voces adicionales
- Una noche por la ciudad (1987) - Bleak (John Davis Chandler) (redoblaje)
- Laberinto (1986) - Sir Didymus (David Goelz/David Shaughnessy) (doblaje original mexicano)
- El príncipe encantado (1986) - Barón Von Whobble (Shmuel Atzmon)
- Cuenta conmigo (1986) - Encargado de la tienda (Bruce Kirby)
- Highlander: El inmortal (1986) - Hombre en estacionamiento / Policía en estacionamiento
- Joven otra vez (1986) - Michael Riley (40 años) (Robert Urich)
- Juegos diabólicos II (1986) - Reverendo Henry Kane (Julian Beck)
- Los tres amigos (1986) - El Guapo (Alfonso Arau)
- Luna de miel embrujada (1986) - Francis Abbot (Peter Vaughan)
- Peggy Sue, su pasado la espera (1986) - Abuelo (Leon Ames)
- Un vagabundo con suerte (1986) - Voces adicionales
- Código de silencio (1985) - Detective Cragie (Ralph Foody)
- El tren de la muerte: La huida (1985) - Oscar "Manny" Manheim (Jon Voight)
- Vivir y morir en Los Ángeles (1985) - Thomas Bateman (Robert Downey Sr.)
- Gremlins (1984) - Comisario Frank (Scott Brady) (doblaje original)
- Hombre solitario (1984) - Voces adicionales
- Locademia de policía (1984) - Teniente Thaddeus Harris (G.W. Bailey)
- Impacto fulminante (1983) - Hombre en autobús
- Krull (1983) - Adivino (John Welsh)
- Star Wars Episodio VI: El regreso del Jedi (1983) - Almirante Ackbar (Tim Rose) (redoblaje)
- Blade Runner (1982) - Eldon Tyrell (Joe Turkel) (doblaje original)
- Creepshow (1982) - Upson Pratt (E.G. Marshall) (doblaje original/redoblaje)
- El pelotón chiflado (1981) - Reclutador (William Lucking)
- Príncipe de la ciudad (1981) - Polito (James Tolkan)
- El octágono (1980) - McCarn (Lee Van Cleef)
- Fama (1980) - Profesor Benjamin Shorofsky (Albert Hague)
- Viernes 13 (1980) - Enos (Rex Everhart)/ Presentación (doblaje original)
- La noche del vampiro (1979) - Richard Straker (James Mason)
- Norma Rae (1979) - Voces adicionales
- Rocky II (1979) - Mickey Goldmill (Burgess Meredith) (doblaje original)
- Los miserables (1978) - Fauchelevent (Cyril Cusack)
- Aeropuerto '77 (1977) - Philip Stevens (James Stewart)
- Angustias del Dr. Mel Brooks (1977) - Dr. Wentworth (Dick Van Patten)
- Asesino invisible (1977) - Sheriff Everett Peck (John Marley)
- El exorcista II: El hereje (1977) - Cardenal (Paul Henreid) (redoblaje)
- Autosecuestradores (1976) - Jameson (John Williams)
- El fugitivo Josey Wales (1976) - Líder comanchero (John Quade)
- Fuga en el siglo XXIII (1976) - Box (Roscoe Lee Browne)
- Contacto en Francia II (1975) - Miletto (Charles Millot) (doblaje original)
- El regreso de la pantera rosa (1975) - Mendigo ciego (John Bluthal)
- Fuga en diez segundos (1975) - Smitty, agente de aduana (Dan Frazer)
- Pandilleros en apuros (1975) - Comisionado
- Tiburón (1975) - Ben Gardner (Craig Kingsbury) / Frank Pratt (Dick Young) (doblaje original)
- Infierno en la torre (1974) - Harlee Claiborne (Fred Astaire)
- Isla del fin del Mundo (1974) - Sir Anthony Ross (Donald Sinden)
- Oestelandia (1973) - Huésped de Delos (Dick Van Patten) / Garver Lewis (Robert Nichols)
- El emperador del norte (1973) - Smile (Liam Dunn)
- El policía que ríe (1973) - Duane Haygood (Paul Koslo)
- Magnum .44 (1973) - Art Brown / Oficial en aeropuerto
- Pat Garrett y Billy the Kid (1973) - Ollinger (R.G. Armstrong)
- El diamante peligroso (1972) - Jefe de museo (Mark Dawson)
- Látigo (1971) - Croupier (John Wheeler)
- Aeropuerto (1970) - Harry Standish (Lloyd Nolan)
- Adiós, Sabata (1970) - Coronel Skimmel (Gérard Herter)
- El puente de Remagen (1969) - Mariscal de Campo (Richard Munch)
- Los violentos van al cielo (1969) - Asa Beck (John Anderson)
- Cupido motorizado (1968) - Peter Thorndyke (David Tomlinson)
- Inspector Closeau (1968) - Shockley (Richard Pearson)
- Las sandalias del pescador (1968) - Cardenal Leone (Leo McKern)
- Los boinas verdes (1968) - Coronel Frank Morgan (Bruce Cabot)
- Pistolero (1967) - Dave Webster (Mark Allen)
- Pistolero de buena ley (1967) - Will Parker (Mort Mills)
- La hora 25 (1967) - Joseph Grenier (Albert Rémy)
- La noche de los generales (1967) - General conspirador
- Lejos del mundanal ruido (1967) - Henery Fray (Paul Dawkins)
- Ataque en la bahía (1966) - Ramon (Bruno Punzalan)
- El crepúsculo de las águilas (1966) - Hans (Hugo Schuster)
- La Biblia... En el principio (1966) - Hombre que se burla de Noé / Voces adicionales
- La persecución del Zorro (1966) - Alcalde (Nino Musco)
- Almas en conflicto (1965) - Paul Sutcliff (Douglas Henderson)
- Fuí un ladrón (1965) - Inspector Mike Vido (Van Heflin)
- La más grande historia jamás contada (1965) (Joseph Schildkraut) (doblaje original)
- La novicia rebelde (1965) - Herr Zeller (Ben Wright) (doblaje original)
- Los hijos de Katie Elder (1965) - Harry Evers (Sheldon Allman)
- Un dólar marcado (1965) - Granjero
- 007: Contra Goldfinger (1964) - Felix Leiter (Cec Linder)
- Dr. insólito (1964) - Adm. Randolph (Robert O'Neil)
- Marnie (1964) - Sr. Rutland (Alan Napier)
- Mary Poppins (1964) - Almirante Boom (Reginald Owen)
- Verano mágico (1963) - Osh Popham (Burl Ives)
- El capitán Sindbad (1963) - Mohar (Geoffrey Toone)
- El gran escape (1963) - Preissen (Ulrich Beiger)
- Hud (1963) - Sr. Larker (Pitt Herbert)
- La mansión de los espectros (1963) - Eldridge Harper (Ronald Adam)
- El maravilloso mundo de los hermanos Grimm (1962) - El Duque (Oscar Homolka)
- Dos semanas en otra ciudad (1962) - Voces adicionales
- Casi ángeles (1962) - Padre de Peter
- El espadachín de Siena (1962) - Gino (Carlo Rizzo)
- Un tiro en la noche (1962) - Floyd (Strother Martin)
- Atlántida: El continente perdido (1961) - Sonoy (Frank De Kova)
- Hawái azul (1961) - Paul Duval (Gregory Gaye)
- La dama de la madrugada (1961) - Warren Kingsley Sr. (Charles Ruggles)
- Primavera romana (1961) - Tom Stone (John Philips)
- Reptilicus (1961) - Mark Grayson (Carl Ottosen)
- Rey de reyes (1961) - Caifás (Guy Rolfe)
- Once a la medianoche (1960) - Spyros Acebos (Akim Tamiroff)
- Ben-Hur (1959) - Cónsul Quinto Arios (Jack Hawkins) (2ª versión)
- Pueblo fantasma (1959) - Comisario Roy Tompson (Walter Coy)
- Rojo atardecer (1959) - Voces adicionales
- Una Eva y dos Adanes (1959) - Beinstock (Dave Barry)
- Drácula - Oficial fronterizo (George Benson)
- Gigi (1958) - Manuel (John Abbott)
- La maja desnuda (1958) - Juanito (Carlos Rizzo)
- La rosa del hampa (1958) - Señor Field (Benny Rubin)
- Los malvados de Yuma (1958) - Guardia de la prisión (Richard Devon)
- Pasto de sangre (1958) - Jumbo McCall (Mickey Shaughnessy)
- Romance al atardecer (1957) - Claude Chavasse (Maurice Chevalier)
- El zorro del mar (1957) - Roblis (Louie Elias)
- La caldera del diablo (1957) - Oficial de la Marina (Ray Montgomery)
- La máscara del dolor (1957) - Sr. Page (Walter Woolf King)
- Las chicas (1957) - Sir Percy (Patrick Macnee)
- Y ahora brilla el sol (1957) - Harris (Bob Cunningham) / Camarero de bar en España (Ricardo Adalid Black)
- La vuelta al mundo en 80 días (1956) - Empleado de los pasajes de barco (Charles Coburn)
- La corona y la espada (1955) - Lord Malcolm (Moultrie Kelsall)
- La zapatilla de cristal (1955) - Duque (Barry Jones)
- Mañana lloraré (1955) - Sr. Byrd (Voltaire Perkins)
- Cuando llama el deseo (1954) - Avery Bullard (Raoul Freeman)
- Fuego verde (1954) - Pérez (Nacho Galindo)
- La princesa del Nilo (1954) - Babu (Lester Sharpe)
- Siete novias para siete hermanos (1954) - Barman
- Escape del fuerte bravo (1953) - Tnte. Beecher (Richard Anderson)
- Las ratas del desierto (1953) - Rusty (Richard Peel)
- Mogambo (1953) - Skipper (Laurence Naismith)
- Niágara (1953) - Doctor (Lester Matthews)
- Terror en el museo de cera (1953) - Sidney Wallace (Paul Cavanagh)
- Todos los hermanos eran valientes (1953) - George (John Doucette)
- Cantando bajo la lluvia (1952) - Roscoe Dexter (Douglas Fowley)
- Cautivos del mal (1952) - Encargado de vestuario (Ned Glass)
- El prisionero de Zenda (1952) - Guardia de estación (Joseph Mell)
- Flechas de fuego (1952) - Pike Curtis (Myron Healey)
- Linea de fuego (1952) - Smitty - (Dave Willock)
- David y Betsabé (1951) - Abishai (James Robertson Justice)
- El día que paralizaron la Tierra (1951) - Comentarista (Elmer Davis)
- El zorro del desierto (1951) - Tnte. Comandante de submarino (Clive Morgan)
- Magnolia (1951) - Jake Green (Emory Parnell)
- Pacto siniestro (1951) - Prof. Collins (John Brown)
- Mientras la ciudad duerme (1950) - Doc Erwin Riedenschneider (Sam Jaffe)
- El jardín secreto (1949) - Oficial británico (Lowell Gilmore)
- Almas en la hoguera (1949) - Mayor Harvey Stovall (Dean Jagger)
- La costilla de Adán (1949) - Sr. Bonner, padre de Adán (Joseph E. Bernard)
- Lados opuestos (1949) - Owen Lee (Tom Powers)
- Sangre en la nieve (1949) - Doc (Thomas E. Breen) / Alcalde (Joe Allen)
- Un día en Nueva York (1949) - Profesor (George Meader)
- Anna Karenina (1948) - Príncipe Shcherbatsky (Frank Tickle)
- La búsqueda (1948) - Jerry Fisher - (Wendell Corey)
- Los tres mosqueteros (1948) - Treville (Reginald Owen)
- Río Rojo (1948) - Nadine Groot (Walter Brennan)
- El susto (1946) - Dr. Blair (Selmer Jackson)
- Tuyo es mi corazón (1946) - Willhelm Rossner (Peter Von Zerneck)
- Cuéntame tu vida (1945) - Dr. Alexander Brulov (Michael Chekhov)
- La cadena invisible (1943) - Hynes (J. Pat O'Malley)
- La canción de Bernadette (1943) - Charles Bouhouhorts (Manart Kippen)
- Casablanca (1942) - Oficial francés (Alberto Morin)
- Tarzán en Nueva York (1942) - Manchester Montford (Chill Wills)
- Altas sierras (1941) - Sheriff (Wade Boteler) / Ed (Spencer Charters)
- Billy the Kid (1941) - Voces adicionales
- Bola de fuego (1941) - Prof. Peagram (Aubrey Mather)
- La loba (1941) - Manders - (Lucien Littlefield)
- El pájaro azul (1940) - Sr. Lujo (Nigel Bruce)
- Comando Aéreo (1940) - Spike Knowles (Nad Pendelton)
- La marca del Zorro (1940) - Don Luis Quintero (J. Edward Bromberg)
- Florecita de loto (1936) - El Coronel (Eugene Pallette)
- Melodrama de Manhattan (1934) - Juez (William Stack)
- Sin novedad en el frente (1930) - Voces adicionales

### Anime
- El Ceniciento (2003) - Dr. Grimm
- Cyborg 009 (2001) - Dr. Koizumi
- Sakura Card Captors (1998-2000) - Masaki Amamiya
- Pokémon (1998) - Hopkins y Quincy T. Quackenpoker
- Neon Genesis Evangelion (1995-1996) - Keel Lorenz (líder de "Seele") (Doblaje original)
- Yaiba (1993-1994) - Musashi Miyamoto
- Cazafantasmas Mikami (1993-1994) - Capitán Nagashima (ep. 19), Sacerdote (ep. 30), Director del museo (ep. 31), Santa Claus (ep.35)
- Suikoden Demon Century (1993) - Yohakyu
- Ranma ½ (1989-1992) - Bakeneko (1ª aparición), Presidente del comité de Jusenkyo
- El jardín secreto (1991) - Archibald Craven
- La novicia rebelde (1991) - Lechero (un ep.)
- Cuentos de los Hermanos Grimm (1987-1989) - El Cazador, Rey, Soldado Demonio, El viejo Rey, El leñador, personajes varios
- Sandy y sus koalas (1984) - Profesor (2ª voz, un ep.)
- La familia Robinson (1981) - Sr. Edward
- Lala Bell (1980-1981) - Sr. Tachibana
- Los Bits (1980) - Elderbit (2ª voz, últimos episodios)
- Heidi (1978) - Doctor de Clara/Sr.Brandcork (dueño de Copo de Nieve)
- Grand Prix (1977-1978) - Narrador de carrera
- Capitán Centella (1972) - Dr. Dogma
- Yam Yam y el genio (1969-1970) - El Genio
- La princesa caballero (1967-1968) - Rey Neptuno
- Sombrita (1967-1968) - Dr. Mambo

### Películas de anime
Yōsuke Akimoto
- Pokémon, la Película: Mewtwo Contraataca (1998) - Dr. Fuji
- El Regreso de Mewtwo (1998) - Dr. Fuji (flashback)

Otros
- Guerreros del viento (1984) - Maestro Yupa Miralda (doblaje mexicano)
- El Mago de Oz (1982) - Tío Henry
- Techno Police 21C (1982) - Jefe de Tecnopolicía
- Remi, La Película (1980) - Sr. Vitalis
- Crucero Espacial Yamato (1977) - Capitán Juzo Okita
- La Princesa Sirena (1975) - Chambelán
- La isla del tesoro (1971) - Hipopótamo
- El Gato con Botas (1969) - Rey
- La princesa encantada (1969) - Jefe de la aldea
- El pequeño príncipe y el dragón de ocho cabezas (1963) - Barbalarga

### Series animadas
- MAD (2013) - Gargamel (un episodio) (su último trabajo)
- Pac-Man y las aventuras fantasmales (2013) - Circunferencia (1ª voz, eps. 3-23)
- Phineas y Ferb (2007-2013) - Santa Claus (2ª voz, un ep.), voces adicionales
- Manny a la obra (2006-2013) - Abuelo
- Star Wars: La guerra de los clones (2008-2013) - Capitán Ackbar
- Thomas y sus amigos (1984-2013) - Salty
- Las aventuras de Silvestre y Piolín (1995-2002) - Sam Bigotes
- Los Reyes de la colina (1997-2010) - Carlos Reyes (1ª voz)
- Aventuras en pañales (1991-2006) - Abuelo Lou Pickles (2ª voz, un ep.), Santa Claus (ep. "La experiencia Santa Claus") / Voces adicionales
- Bob el constructor (1999-2005) - Sr. Bentley
- Las chicas superpoderosas (1998-2005) Santa Claus (ep. "Noche buena, niña mala")
- Rolie Polie Olie (1998-2004) - Abuelo Olie
- Los Simpson (1989-2004) - Voces adicionales
- El show de Aquaman y sus amigos (2001-2002) - Lex Luthor (2ª voz)
- El Hombre Araña sin límites (1999) - J.J. Jameson
- Sonic Underground (1998-1999) - Athair y Bellok
- Mi Osito (1995-1999) - Abuelo Oso (algunos eps.)
- Entre brujas y escobas (1997) - Herman Concreto / Insertos
- Gárgolas (1994-1997) - Hudson (1ª voz)
- Sonic, el Héroe - Gato
- X-Men (1992-1997) - Charles Darwin
- Mortal Kombat: Defensores del Reino (1996) - Scorpion
- La historia sin fin (1995-1996) - Siensabín
- Los Motorratones de Marte (1993-1996) - Emperador Limburger
- Protagonistas de la historia (1991-1996) - Profesor Libman (Capítulo "Marie Curie")
- Ren y Stimpy (1991-1996) - George Liquor / Voces varias
- Budgie el pequeño helicóptero (1994) - Lionel
- Los pequeños Tom y Jerry (1990-1993) - Spike
- Sandokán (1992) - Lord James
- ¿Dónde está Wally? (1991) - Mago Barbablanca
- Los aventureros del aire (1990-1991) - Coronel Spigot
- La más grande aventura: Historias de la Biblia (1985-1991) - Noé (redoblaje)
- La Leyenda de Zelda (1989-1990) - Mago
- Los Pitufos (1981-1989) - Gargamel (Paul Winchell)
- Los pequeños magos (1987) - Phineus el mago
- Defensores de la Tierra (1985-1987) - Shiva, el destructor (un ep.)
- Hoot Kloot - Comisario Hoot Kloot
- Halcones Galácticos (1986) - Naipe / Vendaval
- Fuego Salvaje (1986) - Campesino
- Los 13 fantasmas de Scooby-Doo (1985) - Mantecón
- La guarida del dragón (1984-1985) - Padre de Daphne
- Las Travesuras de los Picapiedra (1982-1984) - Frank Frankenpiedra
- Los Dukes (1983) - Boss Hogg
- Ricky Ricón (1980-1983) - Sr. Ricón / Profesor Loquín
- El grupo increíble (1980) - Dr. Dreg
- La primera Navidad de Yogui (1980) - Herman el Ermitaño / Canuto
- Los Super Amigos (1980) - El Cerebro (un ep.)
- La mujer araña (1979-1980) - Jefe Cooper (una aparición)
- El show de la Pantera Rosa (1969-1980) - Hoot Kloot (doblaje original)
- El reto de los Superamigos (1978-1979) - Lex Luthor (un ep.)
- Godzilla (1978-1979) - Voces adiconales
- Los Locos de la Galaxia (1978-1979) - Capitán Smerling
- Las olimpíadas de la risa (1977-1979) - Genio Burbuja / Canuto / Capitán Cavernícola
- El show de Scooby-Doo (1976-1978) - Voces adicionales
- Las nuevas aventuras de Batman (1977) - El Guasón (4 eps.)
- El nuevo show de Tom y Jerry (1975) - Voces adicionales
- El clan de Yogui (1973) - Pepe Pótamo / Jefe de guardabosques / Varios personajes
- Looney Tunes (1930-1969) - Sam Bigotes (algunos cortos)
- Shazzan (1967-1968) - Voces adicionales
- Mr. Magoo (1960-1961) - Mr. Magoo
- Teo (1996) - Voces adicionales

### Películas animadas
Mel Blanc

Escultura de Gargamel, uno de sus personajes más conocidos y recordados.

- El Pato Lucas: Cazamonstruos (1988) - Mayordomo
- El pato Lucas en la isla fantástica (1983) - Sam Bigotes
- La 3.ª película de Bugs Bunny: Los 1001 cuentos de Bugs (1982) - Sultán Sam Bigotes
- Looney, Looney, Looney: La película de Bugs Bunny (1981) - Sam Bigotes
- La película de Bugs Bunny y el Correcaminos (1979) - Genio (redoblaje)
- El Cuento de Navidad de Bugs Bunny (1979) - Ebenezer Scrooge / Sam Bigotes
- El Caballero caballeroso: La loca película del Conejo de la Suerte - Sam Bigotes

Randall Duk Kim
- Kung Fu Panda: Los secretos de los maestros (2011) - Maestro Oogway
- Kung Fu Panda: los secretos de los cinco furiosos (2008) - Maestro Oogway
- Kung Fu Panda (2008) - Maestro Oogway

Andre Stojka
- La Cenicienta 3: Un giro en el tiempo (2007) - Rey
- La Cenicienta II: Un sueño hecho realidad (2002) - Rey

John Fiedler
- Las Locuras de Kronk (2005) - Rudi
- Las Locuras del Emperador (2000) - Rudi

Otros
- Tadeo, el explorador perdido (2012) - Profesor Humbert (Carles Canut)
- La pequeña locomotora que sí pudo (2011) - Rusty (Jim Cummings)
- Operación regalo (2011) - Ernie Clicker (Michael Palin)
- Kung Fu Magoo (2010) - Mr. Magoo (Jim Conroy)
- Jorge, el curioso 2: Siguiendo a sus amigos (2009) - Jefe de estación (Jerry Lewis)
- El vuelo antes de Navidad (2008) - Julius (Norm MacDonald)
- La familia del futuro (2007) - Abuelo Bud (Steve Anderson)
- Cars (2006) - Tex (H.A. "Humpy" Wheeler)
- Monster House (2006) - Sr. Nebbercracker (Steve Buscemi)
- Mickey, Donald, Goofy: Los tres mosqueteros (2004) - Chico malo #1
- 101 dálmatas II: Una nueva aventura en Londres (2003) - Voces adicionales
- Bionicle: la Máscara de la Luz (2003) - Turaga Onewa (Dale Wilson)
- Bob el constructor: Una Navidad inolvidable (2001) - Sr. Bentley
- Atlantis: El imperio perdido (2001) - Jebidiah Farnsworth "Cookie" (Jim Varney)
- La mágica Navidad de Franklin (2000) - Abuelo Tortuga
- José, el rey de los sueños (2000) - Jacob (Richard Herd)
- El cascanueces (1999) - Patata
- Toy Story 2 (1999) - Restaurador Geri (Jonathan Harris)
- Mulan (1998) - Ancestro granjero
- Jack y Jill en Villajuguete (1997) - Santa Claus
- Las aventuras de Winnie Pooh - Conejo (Junius Matthews)
- Winnie Pooh: Su gran aventura (1997) - Conejo (Ken Sansom)
- Todos los perros van al cielo 2 (1996) - Carface (Ernest Borgnine)
- La bella y la bestia (1991) - Maurice (Rex Everhar)
- Patoaventuras, la película: El tesoro de la lámpara perdida (1990) - Bautista (Chuck McCann)
- Francisco, el caballero de Asís (1989) - Mendigo
- Nicolas, el niño que se convirtió en Santa (1989) - Adrián (anciano)
- Los Pitufos celebran la Navidad (1987) - Gustav
- Policías y ratones (1986) - Dr. David Q. Dawson (Val Bettin) / Dr. John Watson (Laurie Main)
- El caldero mágico (1985) - Dolben / Doli (John Byner)
- Patomanía (1984) - Voces adicionales
- Un cuento de Navidad (1982) - Fantasma de las Navidades Presentes
- Una ratoncita valiente (1982) - Nicodemus (Derek Jacobi) (doblaje original)
- Especial de Navidad de los Pitufos (1982) - Gargamel
- El regalo navideño de Gasparín (1980) - Canuto (John Stephenson)
- Juanito Escarcha (1979) - Tijeras (Don Messick)
- Los Picapiedra en: La pequeña gran liga (1978) - Compañero de Pedro / Oficial #2 (Ted Cassidy)
- Los Picapiedra en: Un encuentro con Frankenpiedra y Piedrácula (1979) - Piedrácula (John Stephenson)
- Pequeño, un cuento de Navidad (1978) - Curtidor (William Woodson)
- La Navidad de los Picapiedra (1977) - Santa Claus (Hal Smith)
- Mi amigo el dragón (1977) - Pescador #2 (Henry Slate)
- El brillante año nuevo de Rudolph (1976) - El gran Cinco y Cuarto (Frank Gorshin)
- Aquel año sin Santa Claus (1974) - Calor miseria (George S. Irving)
- Robin Hood (1973) - Otto (J. Pat O'Malley)
- Tin Tin en el Lago de los Tiburones (1972) - Profesor Tornasol (Henri Virlojeux)
- La reina de las nieves (1957) - Narrador
- La dama y el vagabundo (1955) - Bull (Bill Thompson) (redoblaje)
- La Cenicienta (1950) - Rey (James MacDonald) (redoblaje)
- Blanca Nieves y los siete enanos (1937) - Doc (Roy Atwell) (redoblaje de 2001)

### Series de televisión deimagen real
Clu Gulager
- Walker, Texas Ranger) (1995) - Duke Jamison
- MacGyver (1988) - Walt Kirby

Otros
- NCIS: Criminología Naval (2008-2013) - Jackson Gibbs (Ralph Waite)
- Héroes (2010) - Arnold (Jack Wallace)
- El hombre Rico y Lázaro (2009) - Abraham (Dean Jones) (cortos)
- Cory en la Casa Blanca (2007-2008) - Abraham Lincoln (David Boller) (un episodio)
- Los expedientes secretos X (1993-2002) - Garganta Profunda (Jerry Hardin)
- Hércules: Los viajes legendarios (1995-1999) - Voces adicionales
- Las alas de Nantucket (1990-1997) - Roy Biggins (David Schramm)
- El cóndor (1995) - Norman Tuttle (Joe Regalbuto)
- Academia de modelos (1993-1994) - Voces adicionales
- Viaje a las estrellas: La nueva generación (1987-1994) - Voces adicionales
- Las aventuras del corcel negro (1990-1993) - Henry Dailey (Mickey Rooney)
- El Zorro (1990-1993) - Sir Edmond Kendall (Peter Diamond)
- Late Night with David Letterman (1982-1993) - Capitán Maurice Seden
- La pandilla del oeste (1989-1992) - Aloysius "Teaspoon" Hunter (Anthony Zerbe)
- Superboy (1988-1992) - Jackson (Jefe de Clark)
- MacGyver (1985-1992) - Harry Jackson (John Anderson) (6ª temp.)
- Dallas (1978-1991) - 'J.R.' Ewing (Larry Hagman)
- Misión imposible (1988-1990) - Voz de grabación (Bob Johnson)
- Mr. Belvedere (1985-1990) - Sr. Belvedere (Christopher Hewett)
- Alfred Hitchcock presenta (1985-1989) - Alfred Hitchcock (resto) (serie moderna)
- Camino al cielo (1984-1989) - Mark Gordon (Victor French)
- Los Magníficos (1983-1987) - Coronel Roderick Decker (Lance LeGault)
- Robin de Sherwood (1984-1986) - Fraile Tuck (Phil Rose)
- Un ángel en apuros (1985) - Voces adicionales
- Los Dukes de Hazzard (1979-1985) - Jefe Hogg (Sorrell Booke)
- Automan (1983-1984) - Capitán E.G. Boyd (Gerald S. O'Roughlin)
- Días felices (1974-1984) - Howard Cunningham (Tom Bosley) (redoblaje)
- Mork y Mindy (1978-1982) - Exidor (Robert Donner)
- Ocho son suficientes (1977-1981) - Tom Bradford (Dick Van Patten) (última temporada)
- Starsky & Hutch (1975-1979) - Voces adicionales
- Baretta (1975-1978) - Billy Truman (Tom Ewell)
- Las calles de San Francisco (1972-1977) - Detective Mike Stone (Karl Malden) (2ª voz)
- Lost
  - Charles Widmore (Alan Dale) (2ª temporada, ep. 48)
  - Anciano de scooter (Glenn Cannon) (1ª temporada, ep. 25)
  - Dr. Woodruff (Julian Barnes) (3ª temporada, ep. 61)
  - Ray Shephard (Raymond J. Barry) (5ª temporada, ep. 92)
  - Sirviente (Davo Coria) (6ª temporada, ep. 112)

Personajes episódicos
- ALF
  - ep. 63 - Nick Susla (Richard McKenzie)

- Archie Bunker's Place
  - ep. 22 - Dr. George Larkin (Will Hare)

- El hombre de la Atlántida
  - ep. 5 - Trubshawe (James Brodhead)
  - ep. 17 - Detective (Gino Baffa)

- Héroes
  - ep. 3 - Capitán Knox (Jesse Corti)

- Kung Fu
  - ep. 9 - Hijo de Ying (Clyde Kusatsu)

- Los Hart investigadores
  - ep. 8 - Detective Ed Taggert (Burr DeBenning)
  - ep. 10 - David Krieger (Paul Rudd)
  - ep. 11 - La Boina (Vincent Schiavelli)
  - ep. 12 - Hombre Santo (James Hong)
  - ep. 13 - Tnte. Gillis (Richard B. Shull)
  - ep. 33 - Tnte. Grimaldi (Ed Kenney)
  - ep. 34 - Carl Stevens (Walter Brooke)
  - ep. 35 - Ray Dudley (Gene Evans)
  - ep. 37 - Harold Reese (Lee de Broux)
  - ep. 38 - El Capitán (Ron Moody)
  - ep. 40 - Alexei Briansky (Sándor Naszódy)
  - ep. 41 - Dr. Kellin (Jared Martin)
  - ep. 48 - Mago / Elliot (Milt Larsen)
  - ep. 54 - Bill Rather (Walter Mathews)
  - ep. 55 - Rodney Bellingham (Duncan Ross) / Walter (Arthur Adams)
  - ep. 56 - Sr. Pond (Emory Bass)
  - ep. 60 - Policía (James Jeter)
  - ep. 62 - Sommelier (Roger Til)
  - ep. 63 - Roy Hamlin (Lane Smith)
  - ep. 64 - Harry Fullerman (Jack Kruschen)
  - ep. 65 - Sr. Brooklyn (Martin Azarow]
  - ep. 66 - Padre Mariucci (Ronald G. Joseph)
  - ep. 67 - Dr. Reston (Sandy Ward)
  - ep. 68 - Sheriff Reinhardt (Wayne Heffley) / Granjero #1 (Ronald Meszaros)
  - ep. 82 - Henri Beaumont (John Van Dreelen)
  - ep. 88 - Leo (Ralph Manza)

- Lost
  - ep. 24 - Anciano de la scooter (Glenn Cannon)
  - ep. 61 - Dr. Woodruff (Julian Barnes)
  - ep. 92 - Ray Shephard (Raymond J. Barry)
  - ep. 112 - Sirviente (Davo Coria)

- Manimal
  - ep. 1 - Padre de Jonathan Chase (Don Knight)

- MacGyver
  - ep. 1 - Gantner (Michael Lerner)
  - ep. 16 - Petrovich (Milos Kirek)
  - ep. 18 - Willis (Richard McKenzie)
  - ep. 19 - Hassan (Anthony De Fonte)
  - eps. 45 y 46 - General Racoubian (Walter Marsh)
  - ep. 47 - Paul Webber (Al Ruscio)
  - ep. 53 - Profesor Julian Ryman (Lawrence Dobkin)
  - ep. 57 - Walt Kirby (Clu Gulager)
  - ep. 58 - David Russell (Alan Robertson)
  - ep. 61 - Dos Anguilas (Floyd 'Red Crow' Westerman)
  - ep. 64 - Adam Chung (Keye Luke)
  - ep. 67 - John Miller (Gustaf Kristjanson)
  - ep. 69 - O'Malley (Don Saunders)
  - ep. 78 - General Barenov (Walter Gotell)
  - ep. 82 - Max Müller (John Novak)
  - eps. 84 y 85 - Profesor Wycliff (Michael Ensign)
  - ep. 87 - Yanif (Eli Danker)
  - ep. 89 - Nicholas Helman (Daniel Davis)
  - ep. 92 - Sam Bolinski (Nehemiah Persoff)
  - ep. 95 - Carretero (Matthew Walker)
  - ep. 97 - Foxworth (John Considine)
  - ep. 98 - Líder (Lenno Britos)
  - ep. 99 - George Henderson (Vic Tayback)
  - ep. 106 - Capitán Ion Cuzo (Larry D. Mann)
  - ep. 107 - Dr. Fisher (Alec Burden) / Jefe Cooke (Campbell Lane)
  - ep. 111 - Speedy (James Doohan)
  - ep. 114 - Sheriff (Ken Pogue)
  - ep. 120 - Aaron Sandler / Rooter (John Considine)
  - ep. 122 - Gorman (Herb Edelman)
  - ep. 126 - Elliott (Lance LeGault)
  - ep. 127 - Sargento Rudley (John Hostetter)
  - eps. 132 y 133 - Merlin (Time Winters)
  - ep. 135 - Stimson (F. William Parker)

- Muelle 56
  - ep. 5 - Lean Preston (Robert Sampson)

- Paso a paso
  - ep. 20 - Bill Lambert (Richard Roat)

- Viaje a las estrellas: La nueva generación
  - ep. 50 - Kevin Uxbridge (John Anderson)
- La Niñera
  - ep. 41 - Dakota Willliams  (George Murdock)

### Telefilmes
Patrick Macnee
- Sherlock Holmes: Incidente en las cataratas Victoria (1992) - Doctor Watson
- Sherlock Holmes y la prima donna (1991) - Doctor Watson

Otros
- Jornada del corazón (1997) - Doctor (H. Richard Greene)
- Madre Teresa: En nombre de los pobres (1997) - Padre Van Exem (Keene Curtis)
- Oliver Twist (1997) - Fagin (Richard Dreyfuss)
- Tornado (TV) (1996) - Josh (Grant James)
- Jekyll & Hyde (1990)- Charles Lanyon (Joss Ackland)
- Joven otra vez (1986) - Michael Riley (40 años) (Robert Urich)
- Historia de una conejita (1985) - Cliente de Lee
- La noche del vampiro (1979) - Richard Straker (James Mason)
- Kolchak: El vampiro (1972) - Dr. Makurji (Larry Linville)

### Miniseries
- Anno Domini (1985) - Publio
- Crónica de gángsters (1981) - Fulgencio Batista (Jay Varela) / otros
- Jesús de Nazareth (1977) - Próculo (Robert Beatty)

### Documentales
- Ganja Queen (2007) - Tony
- La historia de Pixar (2007) - Joe Grant
- Tom & Jerry's 50th Birthday Bash - Presentador / Guardia de seguridad (John Goodman)

### Telenovelas brasileñas
Umberto Magnani
- Páginas de la vida (2006-2007) - Zé Ribeiro
- Alma gemela (2005) - Elias
- La mestiza (2004) - Chico Bento
- Mujeres apasionadas (2003) - Argemiro Batista
- Presencia de Anita (2001) - Dr. Eugenio
- Lazos de familia (2000) - Eládio

Stênio Garcia
- La guerrera (2012-2013) - Arturo Vieira (1ª voz)
- La vida sigue (2011-2012) - Laudelino
- India, una historia de amor (2009) - Dr. Castanho
- Dos caras (2007-2008) - Barreto
- El profeta (2006-2007) - Jacobo
- El clon (2001-2002) - Tío Alí

Jonas Bloch
- Hermanos Coraje (1995) - Siquieira
- El viaje (1994) - Ismael Novaes
- Mujeres de arena (1993) - Walter Hartman (Alemão)

Luis Gustavo
- CuChiCheos (2010-2011) - Mário Fofoca
- Cuna de gato (2009-2010) - Waldemar
- El beso del vampiro (2002) - Galileo

José Augusto Branco
- Insensato corazón (2011) - Floriano Brandão
- Ciudad Paraíso (2009) - Nono
- Paraíso tropical (2007) - Nereu

Otros
- Dinosaurios y robots (2011) - Deodato (Emiliano Queiroz)
- La favorita (2008-2009) - Sabiá (Lúcio Mauro)
- Puerto de los Milagros (2001) - Sr. Francisco (Tonico Pereira)
- Uga Uga (2000-2001) - Dr. Moretti (Osvaldo Louzada)

### Videojuegos
- Kinect Rush: Una aventura Disney Pixar (2012) - Voces adicionales

### Cortos animados
- Zanablanca (1995) - Sam Bigotes
- Cars Toons: Disparates de Mate (2008-2012) - Dex Dinoco

### Intérprete
- Los Pitufos - Gargamel (una canción)

### Publicidad
- Fijador dental Corega (voz de hombre comiendo una manzana) (1980)
- Comercial de Galletas Veronas de Gamesa
- Coca Cola Litro y cuarto (promo para radio) (1990)
- Cerveza Modelo Especial (promo para radio; voz de un entrevistado sobre Joe Montana) (2012)

## Películas mexicanas
- El aviso inoportuno (1968) - Cliente del restaurante

## Películas de terror
- Child's Play (1988) - Charles Lee Ray / Chucky (Brad Dourif) (doblaje original)

## Programas de TV
- Las aventuras de Capulina (1972) - Jefe del Periódico